# Unione Sportiva Arezzo 1984-1985
Questa voce raccoglie le informazioni riguardanti l'Unione Sportiva Arezzo nelle competizioni ufficiali della stagione 1984-1985.

## Divise e sponsor
| Casa | Trasferta |

## Rosa

Il neoacquisto Sandro Tovalieri, 10 gol in 34 gare nella sua prima esperienza in maglia amaranto

| N. |                   | Ruolo | Calciatore         |
| -- | ----------------- | ----- | ------------------ |
|    | Italia (bandiera) | A     | Alessandro Bertoni |
|    | Italia (bandiera) | A     | Alessandro Bonesso |
|    | Italia (bandiera) | C     | Stefano Butti      |
|    | Italia (bandiera) | C     | Stefano Calderini  |
|    | Italia (bandiera) | P     | Maurizio Carbonari |
|    | Italia (bandiera) | D     | Amedeo Carboni     |
|    | Italia (bandiera) | D     | Stefano Colantuono |
|    | Italia (bandiera) | C     | Giuseppe Corti     |
|    | Italia (bandiera) | C     | Fabrizio Di Mauro  |
|    | Italia (bandiera) | D     | Emilio Doveri      |

| N. |                   | Ruolo | Calciatore               |
| -- | ----------------- | ----- | ------------------------ |
|    | Italia (bandiera) | D     | Andrea Mangoni           |
|    | Italia (bandiera) | C     | Luciano Miani            |
|    | Italia (bandiera) | D     | Alberto Minoia           |
|    | Italia (bandiera) | C     | Domenico Neri            |
|    | Italia (bandiera) | P     | Giuseppe Pellicanò       |
|    | Italia (bandiera) | D     | Giovanni Francesco Pozza |
|    | Italia (bandiera) | C     | Francesco Raggi          |
|    | Italia (bandiera) | D     | Mariano Riva             |
|    | Italia (bandiera) | A     | Sandro Tovalieri         |

## Risultati

### Campionato

#### Girone di andata
| 16 settembre 1984 1ª giornata | Cesena | 1 – 2 | Arezzo |  |

| 23 settembre 1984 2ª giornata | Arezzo | 1 – 0 | Empoli |  |

| 30 settembre 1984 3ª giornata | Triestina | 1 – 0 | Arezzo |  |

| 7 ottobre 1984 4ª giornata | Arezzo | 2 – 0 | Padova |  |

| 14 ottobre 1984 5ª giornata | Varese | 2 – 1 | Arezzo |  |

| 21 ottobre 1984 6ª giornata | Arezzo | 2 – 1 | Taranto |  |

| 28 ottobre 1984 7ª giornata | Catania | 1 – 0 | Arezzo |  |

| 4 novembre 1984 8ª giornata | Arezzo | 0 – 0 | Perugia |  |

| 11 novembre 1984 9ª giornata | Arezzo | 0 – 0 | Lecce |  |

| 18 novembre 1984 10ª giornata | Bologna | 2 – 0 | Arezzo |  |

| 25 novembre 1984 11ª giornata | Arezzo | 2 – 0 | Pescara |  |

| 2 dicembre 1984 12ª giornata | Monza | 0 – 0 | Arezzo |  |

| 9 dicembre 1984 13ª giornata | Cagliari | 1 – 1 | Arezzo |  |

| 16 dicembre 1984 14ª giornata | Arezzo | 0 – 0 | Genoa |  |

| 23 dicembre 1984 15ª giornata | Arezzo | 0 – 0 | Bari |  |

| 6 gennaio 1985 16ª giornata | Parma | 0 – 1 | Arezzo |  |

| 13 gennaio 1985 17ª giornata | Arezzo | 1 – 0 | Sambenedettese |  |

| 20 gennaio 1985 18ª giornata | Campobasso | 0 – 0 | Arezzo |  |

| 27 gennaio 1985 19ª giornata | Arezzo | 0 – 1 | Pisa |  |

#### Girone di ritorno
| 3 febbraio 1985 20ª giornata | Arezzo | 1 – 1 | Cesena |  |

| 17 febbraio 1985 21ª giornata | Empoli | 0 – 0 | Arezzo |  |

| 24 febbraio 1985 22ª giornata | Arezzo | 1 – 2 | Triestina |  |

| 3 marzo 1985 23ª giornata | Padova | 2 – 0 | Arezzo |  |

| 10 marzo 1985 24ª giornata | Arezzo | 1 – 1 | Varese |  |

| 17 marzo 1985 25ª giornata | Taranto | 1 – 1 | Arezzo |  |

| 24 marzo 1985 26ª giornata | Arezzo | 1 – 0 | Catania |  |

| 31 marzo 1985 27ª giornata | Perugia | 0 – 0 | Arezzo |  |

| 6 aprile 1985 28ª giornata | Lecce | 1 – 0 | Arezzo |  |

| 14 aprile 1985 29ª giornata | Arezzo | 0 – 0 | Bologna |  |

| 21 aprile 1985 30ª giornata | Pescara | 2 – 0 | Arezzo |  |

| 28 aprile 1985 31ª giornata | Arezzo | 1 – 1 | Monza |  |

| 5 maggio 1985 32ª giornata | Arezzo | 0 – 2 | Cagliari |  |

| 12 maggio 1985 33ª giornata | Genoa | 0 – 0 | Arezzo |  |

| 19 maggio 1985 34ª giornata | Bari | 2 – 1 | Arezzo |  |

| 26 maggio 1985 35ª giornata | Arezzo | 3 – 2 | Parma |  |

| 2 giugno 1985 36ª giornata | Sambenedettese | 2 – 0 | Arezzo |  |

| 9 giugno 1985 37ª giornata | Arezzo | 1 – 0 | Campobasso |  |

| 16 giugno 1985 38ª giornata | Pisa | 1 – 1 | Arezzo |  |

## Statistiche

### Statistiche di squadra
| Competizione | Punti | In casa | In casa | In casa | In casa | In casa | In casa | In trasferta | In trasferta | In trasferta | In trasferta | In trasferta | In trasferta | Totale | Totale | Totale | Totale | Totale | Totale | DR  |
| Competizione | Punti | G       | V       | N       | P       | Gf      | Gs      | G            | V            | N            | P            | Gf           | Gs           | G      | V      | N      | P      | Gf     | Gs     | DR  |
| ------------ | ----- | ------- | ------- | ------- | ------- | ------- | ------- | ------------ | ------------ | ------------ | ------------ | ------------ | ------------ | ------ | ------ | ------ | ------ | ------ | ------ | --- |
| Serie B      | 35    | 19      | 8       | 8       | 3       | 17      | 11      | 19           | 2            | 7            | 10           | 8            | 22           | 38     | 10     | 15     | 13     | 25     | 33     | -8  |
| Coppa Italia | 5     | 3       | 2       | 1       | 0       | 3       | 1       | 2            | 0            | 0            | 2            | 1            | 6            | 5      | 2      | 1      | 2      | 4      | 7      | -3  |
| Totale       |       | 22      | 10      | 9       | 3       | 20      | 12      | 21           | 2            | 7            | 12           | 9            | 28           | 43     | 12     | 16     | 15     | 29     | 40     | -11 |

### Statistiche dei giocatori
| Giocatore     | Serie B  | Serie B | Serie B     | Serie B    | Coppa Italia | Coppa Italia | Coppa Italia | Coppa Italia | Totale   | Totale | Totale      | Totale     |
| Giocatore     | Presenze | Reti    | Ammonizioni | Espulsioni | Presenze     | Reti         | Ammonizioni  | Espulsioni   | Presenze | Reti   | Ammonizioni | Espulsioni |
| ------------- | -------- | ------- | ----------- | ---------- | ------------ | ------------ | ------------ | ------------ | -------- | ------ | ----------- | ---------- |
| A. Bertoni    | 36       | 1       | ?           | ?          | ?            | ?            | ?            | ?            | 36+      | 1+     | ?           | ?          |
| A. Bonesso    | 25       | 1       | ?           | ?          | ?            | ?            | ?            | ?            | 25+      | 1+     | ?           | ?          |
| S. Butti      | 35       | 0       | ?           | ?          | ?            | ?            | ?            | ?            | 35+      | 0+     | ?           | ?          |
| S. Calderini  | 10       | 0       | ?           | ?          | ?            | ?            | ?            | ?            | 10+      | 0+     | ?           | ?          |
| M. Carbonari  | 2        | -4      | ?           | ?          | ?            | ?            | ?            | ?            | 2+       | -4+    | ?           | ?          |
| A. Carboni    | 22       | 1       | ?           | ?          | ?            | ?            | ?            | ?            | 22+      | 1+     | ?           | ?          |
| S. Colantuono | 36       | 1       | ?           | ?          | ?            | ?            | ?            | ?            | 36+      | 1+     | ?           | ?          |
| G. Corti      | 26       | 0       | ?           | ?          | ?            | ?            | ?            | ?            | 26+      | 0+     | ?           | ?          |
| F. Di Mauro   | 15       | 1       | ?           | ?          | ?            | ?            | ?            | ?            | 15+      | 1+     | ?           | ?          |
| E. Doveri     | 12       | 0       | ?           | ?          | ?            | ?            | ?            | ?            | 12+      | 0+     | ?           | ?          |
| A. Mangoni    | 34       | 0       | ?           | ?          | ?            | ?            | ?            | ?            | 34+      | 0+     | ?           | ?          |
| L. Miani      | 23       | 0       | ?           | ?          | ?            | ?            | ?            | ?            | 23+      | 0+     | ?           | ?          |
| A. Minoia     | 29       | 0       | ?           | ?          | ?            | ?            | ?            | ?            | 29+      | 0+     | ?           | ?          |
| D. Neri       | 31       | 6       | ?           | ?          | ?            | ?            | ?            | ?            | 31+      | 6+     | ?           | ?          |
| G. Pellicanò  | 36       | -29     | ?           | ?          | ?            | ?            | ?            | ?            | 36+      | -29+   | ?           | ?          |
| G. Pozza      | 30       | 0       | ?           | ?          | ?            | ?            | ?            | ?            | 30+      | 0+     | ?           | ?          |
| F. Raggi      | 20       | 2       | ?           | ?          | ?            | ?            | ?            | ?            | 20+      | 2+     | ?           | ?          |
| M. Riva       | 31       | 0       | ?           | ?          | ?            | ?            | ?            | ?            | 31+      | 0+     | ?           | ?          |
| S. Tovalieri  | 34       | 10      | ?           | ?          | ?            | ?            | ?            | ?            | 34+      | 10+    | ?           | ?          |